# ولاية زابل
وِلَايَةُ زَابُل (بشتو: زابل) من ولايات أفغانستان الأربع والثلاثين، تقع جنوب البلد وتحدها باکستان جنوبا وغزنة شمالا وقندهار غربا وبکتيا شرقا. عاصمتها مدينة قلات وسکانها يتجاوزون 365 920 نسمة بينما تصل مساحتها إلی 17343 کم². زابل ذات کثافة بشتونية كبيرة، استقلت عن قندهار في 1963.

## مديريات
قلات، أرغنداب، خاک أفغان، اتغر، ميزان، دايشوبان، شاجوی، شمولزي، شينکی، ترنک وجلدک وکاکر.